# Michael Simiński
Michael Simiński hebr./jid.: הרב מיכאל סימינסקי, (ur. II poł. XIX w. – zm. w Barcinie) – rabin, mashgiah w jesziwach założonych przez rabina Hirscha haLevi.
Sprawował opiekę nad Żydami w Barcinie i Łabiszynie, choć nie był oficjalnie zatrudniony przez gminy żydowskie.
Jego żoną była Rojza Simińska córka rabina Michaela, ostatniego rabina gminy żydowskiej w Barcinie.